# Rachida el-Charni
Rachida el-Charni (sinh năm 1967) là một nhà văn người Tunisia. Cô đã xuất bản ba tập truyện ngắn và một cuốn tiểu thuyết.

## Giải thưởng
- Giải nhất, tác phẩm sáng tạo của phụ nữ Ả Rập (Sharjah), 2000, cho tập truyện ngắn thứ hai của cô
- Trung tâm nghiên cứu và đào tạo người phụ nữ Ả Rập (Tunisia), 1997, cho tập truyện ngắn đầu tiên của cô

## Tác phẩm được chọn

### Tiểu thuyết
- Tarateel li-Alamiha (Bài thánh ca cho nỗi đau của cô), 2011

### Tuyển tập truyện ngắn
- Saheel al-Asaila (The Neighing of Questions), 2002